# إسبانيا في الألعاب الأولمبية الصيفية 1968
شارك إسبانيا في دورة الألعاب الأولمبية الصيفية 1968، التي أقيمت في مدينة مكسيكو بالمكسيك، في الفترة الممتدة من 12 أكتوبر حتى 27 أكتوبر، بوفد قوامه 122 رياضي (120 رجل، وامرأتين) في 12 رياضة.
لم يحصد إسبانيا أي ميدالية في هذه الدورة.

## أفضل النتائج
| الترتيب | الرياضي              | المنافسة   | المسابقة           |
| الخامس  | سانتياغو إستيفا      | سباحة      | 200 متر ظهر - رجال |
| الخامس  | منتخب إسبانيا - رجال | كرة القدم  | بطولة الرجال       |
| السادس  | منتخب إسبانيا - رجال | هوكي الحقل | بطولة الرجال       |